# Busycon
Busycon ist der Name einer Schneckengattung aus der Familie der Hornschnecken, deren große bis sehr große Arten im westlichen Atlantik an der Küste Nordamerikas zu finden sind. Die Schnecken ernähren sich von Muscheln.

## Merkmale
Die großen Gehäuse der Busycon-Arten sind birnförmig und oben bauchig. Sie sind nach unten in einen langen, dünnen, bisweilen etwas zurückgebogenen Stiel ausgezogen. Die Columella hat am Übergang zum Siphonalkanal eine schräge, unauffällige Falte. Die Gehäuse sind dicker als bei der verwandten Gattung Busycotypus und haben ein niedriges Gewinde.
Die Schnecken sind schwarz. Sie haben einen breiten, abgerundeten, hinten stumpfen Fuß. Der kurze Kopf hat einen langen Rüssel und große, dreieckige, senkrecht zusammengedrückte Fühler, an denen auf etwa einem Drittel der Höhe die gestielten kleinen Augen sitzen.
Die Radula hat eine breite Mittelplatte mit 5 bis 6 langen Zähnen und Seitenplatten mit je 4 bis 6 Zähnen, von denen der äußerste der größte ist.
Wie andere Neuschnecken sind die Busycon-Arten getrenntgeschlechtlich, wobei die Weibchen deutlich größer als die Männchen werden und die Geschlechtsreife erst später erreichen. Die Männchen begatten die Weibchen mit ihrem Penis. Die Weibchen legen Eischnüre mit teilweise über 100 diskusförmigen Eikapseln ab, in denen sich jeweils mehrere entwicklungsfähige Eier und sterile Nähreier befinden. Die Entwicklung des Veliger-Stadiums findet in der Eikapsel statt, so dass mehrere Monate nach Eiablage fertige Schnecken schlüpfen. Diese haben mehrere Millimeter lange Gehäuse. Die Schnecken wachsen langsam und werden erst mit mehreren Jahren geschlechtsreif.
Die Busycon-Arten ernähren sich vorwiegend von Muscheln. Die Schalenhälften der Beute werden entweder mit dem Fuß aufgedrückt, mit dem Schalenrand aufgehebelt oder es werden mit demselben Stücke aus der Schale gebrochen. Zu den Beutetieren zählen auch dickschalige Muschelarten.

## Systematik
Der Gattungsname Busycon wird erstmals 1798 von Peter Friedrich Röding im Katalog der Conchyliensammlung von Joachim Friedrich Bolten mit 6 Arten erwähnt. Der Name leitet sich von altgriechisch βοῦς ‚Rind‘ und altgriechisch σῦκον ‚Feige‘ ab. Den Arten gab Röding deutsche Namen wie „Stachlige Feige“ (Busycon carica) und „Linksgewundene Feige“ (Busycon perversum).
Zu der Gattung Busycon gehören laut World Register of Marine Species folgende Arten:
- Busycon candelabrum Lamarck, 1816
- Busycon carica (Gmelin, 1791)
- Busycon coarctatum (Sowerby I, 1825)
- Busycon perversum (Linnaeus, 1758), linksgewunden
- Busycon sinistrum Hollister, 1958, ebenfalls linksgewunden, wird nach neueren Untersuchungen als Unterart von Busycon perversum angesehen.[2]
- Busycon laeostomum Kent, 1982, ebenfalls linksgewunden, wird nach neueren Untersuchungen als Unterart von Busycon perversum angesehen.[2]
- Busycon lyonsi Petuch, 1987
- Busycon pulleyi Hollister, 1958

Busycon contrarium Conrad 1840 ist eine fossil beschriebene linksgewundene Art, deren Name ab Mitte des 20. Jahrhunderts vielfach auf heutige linksgewundene Schnecken dieser Gattung (eigentlich Busycon perversum) angewandt wurde.
Die folgenden Arten, die einen hellen Fuß und Mantel mit dunkleren Flecken, glattere Gehäuse mit dünneren Wänden und terrassenartige Gewinde haben, wurden lange zu Busycon gezählt, bilden aber heute eine eigene Gattung Busycotypus:
- Busycotypus canaliculatus (Linnaeus, 1758)
- Busycotypus plagosus (Conrad, 1862)
- Busycotypus spiratus (Lamarck, 1816)

Früher wurden die Gattungen Busycon und Busycotypus zu den Melongenidae gezählt. Auf Grund anatomischer Untersuchungen des Verdauungssystems und einer kladistischen Analyse auf molekulargenetischer Grundlage durch Kosyan und Kantor (2004) werden diese beiden Gattungen nunmehr zur Familie der Hornschnecken (Buccinidae) gezählt.